# Oxa (Musik-Club)

OXA-Logo beim Eingang

Das Oxa war einer der bekanntesten und etabliertesten Techno/Trance-Clubs der Schweiz.

## Anfangsjahre
Am 2. Mai 1985 wurde in der Siewerdtstrasse in Zürich unter dem Namen The Club einer der grössten Privatclubs der Schweiz eröffnet. Er hatte von Mittwoch bis Sonntag jeweils bis 5 Uhr morgens geöffnet. Weil der Eingang mitten in einem Wohngebiet lag, gab es schnell Probleme wegen Lärmbelästigung. Die Behörden entschieden, dass The Club nur noch am Freitag und Samstag bis Mitternacht sowie am Sonntagnachmittag geöffnet werden durfte. Der Sonntagnachmittag wurde einer der erfolgreichsten Partyanlässe überhaupt. The Club konnte jeden Sonntagnachmittag 1000 Partybegeisterte empfangen. Marco Cirillo leitete und organisierte den Sonntagnachmittag von 1985 bis 1999. In dieser Zeit konnten zahlreiche Künstler engagiert werden. Unter anderem: Digital Boy, La Bouche, Giorgio Prezioso, Mollela & Fargetta. Die Platten legten in dieser Zeit Butterfly und Whiteside sowie Frankie Frank auf.

## Neuausrichtung

DJ Lady Tom und DJ Nighthawk

1990 entwarfen Architekten nach Empfehlung von Anwälten eine Umlegung des Eingangs von der Siewerdtstrasse an die im angrenzenden Industrieareal verlaufende Andreasstrasse. In den Club gelangte man von da an durch einen unter dem Bahndamm gelegenen Tunnel, der noch aus der Zeit des Zweiten Weltkriegs stammte. Vor der Neueröffnung wurde The Club in Oxa umbenannt. Damaliger Resident-DJ war DJ Bobo.
1991 flachte der Umsatz ab. Auf der Suche nach neuen Konzepten trafen die Organisatoren auf die junge Partyorganisation Tarot. Am 4. Oktober 1991 fand die erste Tarot-Techno-Party im Oxa statt. Während Tarot ihre Veranstaltungen in verschiedenen Clubs in ganz Zürich ausführten, entwickelte sich das Oxa als Club für Afterhours. Fortan begannen die Partys im Oxa am Sonntagmorgen um 5 Uhr. Während der Erfolg in der Anfangszeit bescheiden war, machte sich der Club zunehmend einen Namen und wurde von Partygängern aus dem ganzen Land aufgesucht. Resident-DJ war Mas Ricardo. Ab 1993 fanden die Afterhours-Partys auch am Samstagmorgen statt. Das Oxa wurde zum festen Bestandteil der Schweizer Techno-Szene und Ausgangspunkt vieler DJ-Karrieren.

Lasershow bei der Hardstylenight

Wegen des wachsenden Andrangs wurde das Oxa im Jahre 1995 umgebaut. Neben einer zweiten Tanzfläche entstand auch ein Restaurant und ein Chill Out-Bereich. Bereits ein Jahr später wurde der Club erneut umgebaut. Seit Mai 1998 fanden am Samstagabend wieder The Club-Partys statt, wiederum mit dem damaligen Resident-DJ Whiteside. Im Jahre 1999 schloss sich das Oxa mit dem Veranstalter Tarot zusammen, welcher bis dahin nur Untermieter war. In dieser Zeit wurde Madwave Resident-DJ.
Bei einer Party mit DJ Antoine und Sir Colin kam es am 31. Oktober 2009 zu einem grossen Gedränge vor dem Eingang, wobei durch den Druck der Masse ein Geländer einbrach. Viele Wartende fielen in ein trockenes Bachbett, rund 20 Personen wurden verletzt, wovon elf hospitalisiert werden mussten.

## Schliessung
Am 28. Januar 2013 gaben die Betreiber des Oxas bekannt, dass der Club auf Ende März 2013 geschlossen und in eine Eventhalle umgebaut werden werde. Diese eröffnete unter dem Namen Sektor11 im Juni 2013. Darin werden gelegentlich OXA-Remember-Partys durchgeführt.
Nach der Streetparade am 13. August 2022 fand die letzte Party im Nachfolgerclub Sektor 11 statt. Das Gebäude wird abgerissen und muss einem Wohnkomplex weichen. Der Club Sektor11 findet in einer Nachbarliegenschaft ein neues Zuhause.